# Polianthes montana
Polianthes montana är en sparrisväxtart som beskrevs av Joseph Nelson Rose. Polianthes montana ingår i släktet Polianthes och familjen sparrisväxter. Inga underarter finns listade i Catalogue of Life.